# Kauko Käyhkö
Kauko Käyhkö, född 5 april 1916 i Petrograd, död 8 april 1983 i Esbo, var en finländsk byggmästare, sångare, musiker och skådespelare. Han var gift med dragspelaren Eini Käyhkö och brorson till skådespelaren Aku Käyhkö.

## Biografi
Käyhkö var son till överkonduktören Juho Käyhkö och Aina Lovisa Palmros. Farföräldrarna var bördiga från Norra Karelen och modern var född i Ryssland. Käyhkö växte upp i Helsingfors. Han gifte sig 1948 med Eini Johanna Kotiranta.
Käyhkö blev byggmästare 1940 och företog flera studieresor till utlandet, inklusive en jordenruntresa 1956. Mellan 1961 och 1969 var han TV-journalist för Yle och var under lång tid anställd som radiounderhållare. 1963 belönades han med Talvis-statyetten.
Redan som tonåring började han komponera och färdigställde den egna Irja-fox i trettonårsåldern. I ungdomen var han trummis i orkestern Jazz Havaiji, spelade i orkestern Fenix 1931–1933 och var gitarrist i Amarillo 1933–1934. Mellan 1938 och 1941 var han sångare i Dallapé, med vilken han 1937 spelade in sin första grammofonskiva. När dragspelaren Viljo Vesterinen 1939 spelade in sin berömda version av Säkkijärven polkka, ackompanjerade Käyhkö på gitarr. Han lämnade Dallapé efter knappt fyra år för att studera klassisk sång, och var elev till bland andra Toivo Louko.
Under fortsättningskriget var Käyhkö chef för radion i det av finnarna belägrade Olonets. Sin debutkonsert gav han 1945. Åren 1948–1961 var han engagerad vid radioteatern och var 1951 med att grunda manskvartetten Skepparkvartetten, i vilken han var bas. Övriga medlemmar var Eero Väre, Teijo Joutsela och Auvo Nuotio. Väre ersattes senare av Olavi Virta. Kvartten, fram till 1955 dirigerad av Harry Bergström och därefter av George de Godzinsky, var mycket populär på 1950-talet. Dess verksamhet fortsatte fram till begynnelsen av 1970-talet. Käyhkö gästspelade på Nationaloperan 1956 och var solist vid Sibeliusveckan.
Sin storhetstid upplevde Käyhkö på 1950- och 1960-talen. Han skiljde sig från konkurrenterna sålunda, att han saknade Olavi Virtas charm och inte åtnjöt hjältestatus som OS-medaljören och veteranen Tapio Rautavaara. Som kompositör och sångare figurerade Käyhkö under flera pseudonymer; som Erkki Eräs gjorde han den första finska versionen av Leadbellys Goodnight, Irene och som Justeeri skrev han Rempallaan ("Förfall"). Av Käyhkös mest uppskattade skivor märks Rakastan sinua elämä ("Jag älskar dig, livet"), Kaksi vanhaa tukkijätkää ("Två gamla flottarkarlar") och Kalastaja-Eemelin valssi ("Fiskaren Emils vals"). Som solist gjorde han över 300 grammofoninspelningar, men medverkade antagligen vid minst lika många i egenskap av musiker och ihop med Skepparkvartetten.
På vita duken debuterade Käyhkö 1940 i kortfilmen Ankarkaféets stamkunder. Ofta kreerade han polisroller och medverkade med Skepparkvartetten i fyra filmer 1952–1959. Sammanlagt spelade han i 20 filmer fram till 1959. Två memoarböcker av Käyhkö finns utgivna; Voi veljet! Kipparikvartetti (1971) och Dallapén tarina (1976).